# Генерал И. Д. Черняховский (теплоход)
«Генерал И. Д. Черняховский» — речной круизный комфортабельный трёхпалубный теплоход проекта 588 «Родина», (немецкое обозначение BiFa Typ A, Binnenfahrgastschiff Typ A, речной пассажирский теплоход, тип A), был построен на верфи VEB Mathias-Thesen-Werft Wismar в Висмаре, ГДР в 1960 г. и является пассажирским судном второй модернизации класса 588, спроектированного в СССР. Теплоход обладает хорошими мореходными качествами, что позволяет судну ходить по водохранилищам и крупным озёрам. Также допускается каботажное плавание в морских прибрежных районах (Финский залив Балтийского моря на линии Санкт-Петербург — Выборг; Таганрогский залив Азовского моря до порта Таганрог и иных).

## История
Теплоход построен в 1960 году в ГДР по проекту 588 (II серия) на верфи VEB Mathias-Thesen-Werft Wismar, строительный номер — 139. В том же году прибыл в Ленинград. В 1961 году передан в Волжское объединённое речное пароходство. Порт приписки — Горький (Нижний Новгород). Работал на транспортной линии Москва — Ростов-на-Дону. В 1965—1974 годах возил туристов из Ленинграда и Прибалтики по Волго-Балтийскому водному пути. В 1978—1981 годах работал от Оренбургского совета по туризму (Куйбышев, Астрахань).
В 1982—1990 годах теплоход работал от Ивановского совета по туризму и экскурсиям, возил по Волге ивановских туристов от пристани Кинешма.
В 1990-х годах работал на транспортных линиях Москва — Ростов-на-Дону и Нижний Новгород — Астрахань. В 1998 году выведен из эксплуатации. В 1994—2000 годах принадлежал ОАО СК «Волжское пароходство». В 2001 году продан ООО «Камская судоходная компания». В настоящее время находится в затоне в Перми.